# Конституция Молдавской ССР (1941)
Конституция Молдавской ССР (рум. Constituția Republicii Sovietice Socialiste Moldovenești din 1941)была главным законом этой республики.

## История
В ноябре 1940 года Верховный Совет Молдавской Автономной ССР в связи с образованием Молдавской ССР на своей внеочередной сессии создал Конституционную комиссию для разработки проекта Конституции (Основного Закона) Молдавской ССР и назначил выборы в Верховный Совет новообразованной союзной республики. Конституция (Основной Закон) Молдавской ССР была принята Верховным Советом Молдавской ССР 10 февраля 1941 года. Она была основана на принципах и положениях Конституции (Основного Закона) Союза ССР 1936 года и построена в полном соответствии с ней. Конституцию 1941 года сменила новая Конституция (Основной Закон) Молдавской ССР, принятая в 1978 году.

### Содержание
Конституция включала в себя политические, экономические и исторические особенности развившейся и оформившейся молдавской советской государственности. Данные особенности, не только отражали факт более позднего вхождения Бессарабии в состав социалистического государства, но и определили некоторое отличие политической и экономической основы Молдавской ССР от соответствующих институтов тех союзных республик, которые построили социализм уже к 1936 году.
Конституцию 1941 года сменила новая конституция 1978 года.